# Ariel Sheney
Ariel Sheney, de son vrai nom Sré Ariel Jean Arthur, né le 1er juillet 1990 au CHU de Cocody. Guéré originaire de l’Ouest de la Cote d’Ivoire, tout comme Dj Arafat, Ruth Tondey, Serey Dié ou encore Suspect 95. De famille chrétienne et pour père pasteur évangélique, Ariel Sheney apprend dès son jeune âge à jouer notamment aux instruments de musique à l’Eglise.

## Biographie
Né d’une famille Chrétienne, Ariel Sheney aime de la musique de style Jazz et Gospel. Il débute donc très jeune dans la chorale de l’église dirigée par ses parents, il apprend les instruments tel que le piano, la batterie, la percussion. Il a des parents très ancrés dans la religion, car son père Pasteur rend difficile le choix de carrière qu’il fait, car cela nécessite un éloignement de ses géniteurs qui n’approuvent pas ce plan de carrière. Son nom Sheney vient de ses amis parce qu’il est reconnu comme un grand amateur du vin du même nom.
Son intégration à l’orchestre de la RTI en 2010 sur l’émission podium en tant que pianiste a été une étape toute aussi importante dans sa carrière. Car c’est la-bas qui a fait la rencontre du feu DJ Arafat qui le sollicite ensuite pour son 1er concert au palais de la culture.
En 2011 à la suite de la crise post-électorale, Ariel Sheney se retrouve au Togo où il forge son talent d’arrangeur par des collaborations . Lors de son concert au Togo, DJ Arafat repère Ariel Sheney qu’il avait perdu de vue depuis son concert au palais de la culture et lui propose de rentrer au pays.
De retour au pays, il intègre le Coupé-Décalé, comme arrangeur et Compositeur dans la yorogang.

### Début de carrière
Ariel Sheney, commence sa carrière en 2015. Cette année-là, il lance sa carrière avec son premier album intitulé Dis Moi Master dans lequel on retrouve des titres tels que « Kadigbeu », « Laisse-moi le Kplo » et « Falacha ».
C’est deux premiers morceaux font toute la différence car ils sont bien accueillis par les Ivoiriens autant dans les maquis et bars que dans les quartiers.
En 2016 il sort les singles « Pêtêpêtê » et « Yelelema » qui récoltent encore plus de succès que les précédents. Sa chanson « Pêtêpêtê » est utilisée pour de nombreuses chorégraphies lors d’émissions comme Wozo Vacances ou Babi Dance Battle. Quant au single « Yeleleman » il révèle une autre facette de l’artiste.
En 2017, c’est déjà la confirmation avec un autre morceau, intitulé « Ghetto ». Cette fois ci c’est vraiment « Le boss » comme il le dit dans le titre. En effet, dans cette chanson, il adopte un style hip-hop et ragga.
Ariel Sheney montre, par-là, qu’il a plusieurs cordes à son arc et que tous les styles lui vont comme un gant. Pendant plusieurs semaines, « Ghetto » va caracoler en tête des hits parades sur Trace Africa. C’est la consécration et Arafat peut s’enorgueillir d’avoir sortir de sa Yorogang un talent aussi pur. Mais cette collaboration dura-t-elle éternellement entre Ariel Sheney et Arafat DJ.

### Séparation avec Arafat DJ
Après plus de 5 ans de love avec son mentor, Ariel Sheney a décidé de voler de ses propres ailes. En novembre 2017, il se sépare de la Yorogang du fait de sa non satisfaction des clauses de son contrat et, quand Arafat demande qu’il rejoigne la caravane de sa tournée internationale, il saute sur l’occasion pour imposer son diktat. Après le fiasco de son concert du 2 décembre au Bataclan à Paris, Arafat décide de mettre un terme à leur collaboration. Une décision difficilement qu’il  refuse d’accepter, car pour lui c’est une trahison de la part de Sheney. ainsi dans une colère, Arafat DJ affirme le 4 janvier 2018 sur son compte Facebook : « Je ne peux jamais lui pardonner, c’est lui qui m’a le plus trahi dans ma vie. C’est le diable en personne. ». Quant Sheney, il répond à son ancien parrain en disant : « Moi aussi j’ai mal. », sous-entendu, de la séparation.
Feu Arafat Dj n’a jamais accepté de se réconcilier avec Sheney quant bien même que Alpha Blondy avait entamé un processus de réconciliation entre les deux . Outre, après la sortie de son single "Amina" un autre clash en sort et les deux artistes deviennent rivaux sur la scène musicale jusqu’au décès tragique de Arafat Dj.

### Carrière solo
Ariel Sheney, continu son bout de chemin et fait un concert live « Anitché » le samedi 02 novembre 2019 au palais de la culture de Treichville.
En 2021, il lance la première édition de son festival : Aosseh Festival. Pour lui à travers ce festival, c’est un retour aux sources. Il invite à la célébration de la région du Guémon, sa région d’origine dans l’ouest de la Côte d’Ivoire, une région à fort potentiel et qui a beaucoup souffert durant la récente crise.
En 2022 le chanteur Ariel Sheney est de retour dans la production discographique avec un nouveau single baptisé ‘’Toffole’’. Le style est resté le même mais avec la voix inimitable et reconnaissable de Koffi Olomidé en sus. Mopao s’applique entièrement et s’adapte au son du jeune chanteur de telle sorte que le duo est détonnant. Le single dure moins de quatre minutes et invite au travail en combattant la jalousie. Les stars prônent le labeur et dénoncent l’envie.

## Vie privée
Ariel Sheney est père d’un enfant, une fille qui se prénomme Ariella. Il est marié coutumièrement à Nadiya Sabeh depuis Mars 2019.

## Discographie

### Albums
- 2015 : Dis Moi Master

### Singles
- 2015 : Kadigbeu

- 2015 : Laisse-moi le Kplo

- 2015 : Falacha

- 2016 : Ghetto

- 2017 : Pêtêpêtê

- 2017 : Yelelema

- 2019 : Jolie AMINA

- 2022 : Toffole

## Collaboration
- 2013-2017 : (Avec feu Dj Arafat)
- Le label international Sony Music
- 2022 : Toffole (Koffi Olomodé)

## Récompenses et nominations
- 2017: Meilleure Révélation de l’année
- 2017 et 2018: les prix de Meilleur Artiste Next Generation
- Awards du coupé-décalé: Nouvel artiste New Génération